# ادی کلارک (بازیکن فوتبال)
ادی کلارک (انگلیسی: Eddie Clarke؛ زادهٔ ۲۹ دسامبر ۱۹۹۸) بازیکن فوتبال اهل بریتانیا است.
از باشگاه‌هایی که در آن بازی کرده‌است می‌توان به باشگاه فوتبال فلیتوود اشاره کرد.